# St-Jean-Baptiste (Dambach-la-Ville)

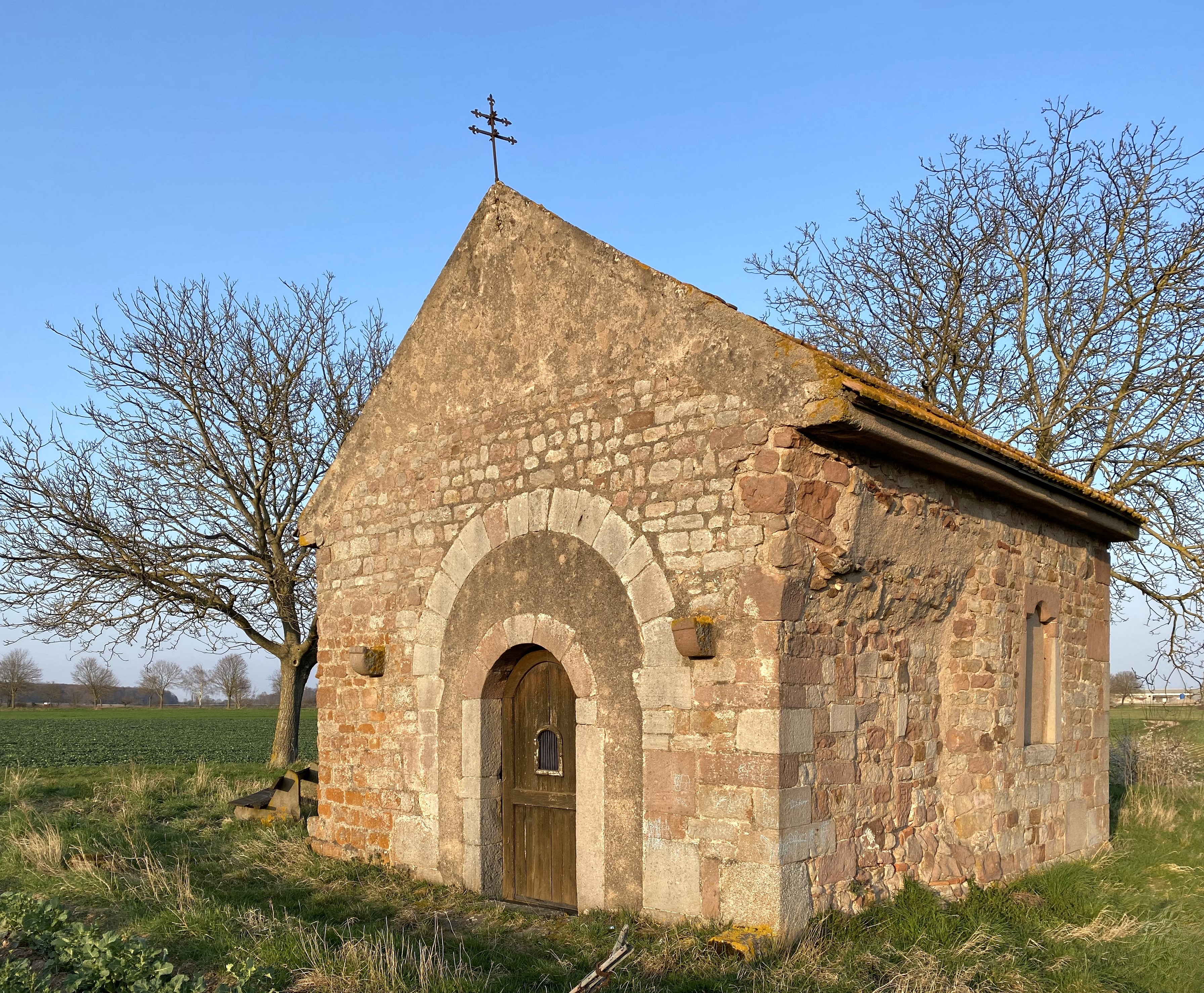
Kapelle St-Jean-Baptiste

St-Jean-Baptiste (Deutsch: St. Johannes der Täufer) ist eine römisch-katholische Kapelle in der elsässischen Gemeinde Dambach-la-Ville im Département Bas-Rhin. Sie ist seit 1965 als Monument historique eingetragen. Die Kapelle steht frei auf einem Feld südlich der Ortschaft und ist das einzige erhaltene Gebäude des früheren Dorfes Altenweiler.

## Geschichte
Die heutige Feldkapelle stellt den erhaltenen Rest der ehemaligen Pfarrkirche von Altenweiler dar, der im 17. Jahrhundert hergerichtet wurde. Die Erbauung des Gotteshauses wird in das 12. Jahrhundert datiert. Bei der Kapelle handelt es sich um den rechteckigen, gerade geschlossenen Chor der Pfarrkirche. Die Nordostseite stammt aus dem Erbauungszeit der Pfarrkirche, der Rest entstand im 13. bzw. 14. Jahrhundert. In der Westseite der Kapelle ist der vermauerte Triumphbogen zum Chorraum erkennbar, in den ein kleineres Rundbogenportal eingesetzt wurde.